# Фрідріх II (маркграф Майсену)
Фрідріх II Серйозний (нім. Friedrich II. der Ernsthafte, нар. 30 листопада 1310 — пом. 18 листопада 1349 року) — 25-й маркграф Майсену, в 1323—1349 роках, 12-й ландграф Тюрингії в 1323—1349 роках. Мав також прізвисько «Худорлявий» (der Magere).

## Життєпис
Походив з династії Веттінів. Син Фрідріха I, марграфа Майсену і ландграфа Тюрингії, від його другої дружини Єлизавети Лобдебург-Арнсгауґк. Народився 1310 року в місті Гота. 1315 року після смерті старшого зведеного брата Фрідріха Кульгавого став спадкоємцем батька. У 1321 року після інсульту батька Тбрингія і Майсен фактично керувалися матір'ю. 1323 році після смерті Фрідріха I успадкував усі його землі, проте суто номінально (фактично керування продовжувала здійснювати Єлизавета). Реальну владу перебрав лише у 1329 році.
У 1338 році з метою приборкання дрібних феодалів та землевласників, а також своїх васалів Тюрингії, Фрідріх II оголосив мирну декларацію. Це викликало внутрішнє збурення. Втім правитель продовжував політику на зміцнення свого становища в Тюрингії. З 1339 року став карбувати срібний майсенський гріш за зразком празького.
У 1342 році проти Фрідріха II виступили його васали — графи Шварцбургу, Веймар-Орламюнде й Гонштайну. Тому війна отримала назву графської. До ворогів Веттіна доєднали фогти Гери й Плауена, майнцький архієпископ Генріх III Фірнебург. На бік Фрідріха II стало місто Ерфурт. До 1345 року оружно та дипломатією Веттін зумів здолати своїх ворогів, більшість графів втратили імперський статус й визнали владу Фрідріха II.
У 1346 році після смерті імператора Людвіга IV Віттельсбаха відкинув пропозицію боротися за корону, не сподіваючись на широку підтримку в Німеччині. У 1347 році на виборах короля Німеччини підтримав кандидатуру Карла Люксембурга. 1348 року в Бауцені уклав з останнім союзний договір. Помер у 1349 році, поховано в цистерціанському монастирі Альтцелла (місто Носсен). Йому спадкував син Фрідріх III.

## Родина
Дружина — Матильда (Мехтильда), донька Людвіга IV Віттельсбаха, імператора Священної Римської імперії
Діти:
- Єлизавета (1329—1375), дружина Фрідріха V Гогенцоллерна, бургграфа Нюрнбергу
- Фрідріх (1330)
- Фрідріх (1332—1381), маркграф Майсену і ландграф Тюрингії
- Балтазар (1336—1406), маркграф Майсену і ландграф Тюрингії
- Беатриса (1339—1399), дружина Бернгарда IV Анхальт-Бернбургу
- Людвіг (1341—1382), архієпископ Майнцький в 1373—1381 роках, архієпископ Магдебурзький 1381—1383 роках
- Вільгельм (1343—1407), маркграф Майсену, ландграф Тюрингії
- Анна (1345—1363), черниця в Зайсліце
- Клара (1345)